# Progress 1
Il Progress 1 era un veicolo spaziale sovietico senza equipaggio di tipo Progress, venne lanciato nel 1978 per rifornire la stazione spaziale Salyut 6. Era il primo volo della navicella del progetto Progress e utilizzava la configurazione Progress 7K-TG. La sua missione consisteva portare rifornimenti per l'equipaggio EO-1, composto dai cosmonauti sovietici Yuri Romanenko e Georgi Grechko. Il carico trasportato da Progress 1 includeva anche attrezzature scientifiche e carburante per la regolazione dell'orbita.

## Navicella spaziale
Il Progress 1 (numero di serie 102) era il primo dei 43 veicoli spaziali Progress 7K-TG da lanciare.  La Progress 7K-TG, derivata dalla Soyuz 7K-T, era la prima generazione di navicelle Progress, era concepita per condurre missioni logistiche senza equipaggio verso le stazioni spaziali del programma Salyut. In alcune missioni, queste astrononavi furono impiegate anche per regolare l'orbita della stazione spaziale.
La sonda spaziale Progress aveva una massa a vuoto di 6 520 chilogrammi (14 370 lb), mentre a pieno carico era di circa 7 020 chilogrammi (15 480 lb). Era lunga 7,48 metri (24,5 ft) e aveva un diametro di 2,72 metri (8 ft 11 in). Ogni veicolo Progress poteva stivare fino a 2 500 chilogrammi (5 500 lb) di carico utile. Le navicelle spaziali erano alimentate con batterie chimiche, potevano operare in volo libero per un massimo di tre giorni, mentre potevano rimanere ancorate alla stazione per un massimo di trenta.

## Lancio e ancoraggio
Il Progress 1 fu lanciato alle 08:24:40 UTC del 20 gennaio 1978, con un razzo vettore Soyuz-U 11A511U dal Sito 31/6 del cosmodromo di Baikonur, all'epoca facente parte della Repubblica socialista sovietica kazaka. Il razzo che aveva il numero di serie E15000-075. Il Progress 1 ha ricevuto la designazione COSPAR 1978-008A, mentre al NORAD è stato assegnato il numero di catalogo satellitare 10603.
Dopo il lancio, il Progress 1 effettuò due giorni di volo libero. Successivamente fu ancorato al porto di poppa della stazione spaziale Salyut 6 alle 10:12:14 UTC del 22 gennaio. Quando il Progress si agganciò, l'altra porta di attracco della stazione era occupata dalla navicella Soyuz 27.

## Missione
Il Progress 1 è stato il primo di dodici veicoli spaziali Progress utilizzati per rifornire la stazione spaziale Salyut 6 tra il 1978 e il 1981. Il suo carico utile di 2 300 chilogrammi (5 100 lb)   era costituito da 1 000 chilogrammi (2 200 lb) di propellente e ossigeno, e 1 300 chilogrammi (2 900 lb) di viveri, pezzi di ricambio, strumenti scientifici e altre forniture. Il Progress 1 dimostrò così la capacità di poter rifornire di carburante un'astronave in orbita, fondamentale per le missioni a lungo termine. Una volta scaricato il carico dal Progress 1, i cosmonauti Yuri Romanenko e Georgi Grechko caricarono il Progress 1 coi rifiuti per il loro smaltimento.
Il 6 febbraio 1978, Progress 1 fu catalogato in un'orbita terrestre bassa con un perigeo di 324 chilometri (175 nmi)  e un apogeo di 344 chilometri (186 nmi) , inclinato a 51,6 gradi e con un periodo di 91,21 minuti. Progress 1 venne sganciato dalla Salyut 6 alle 05:54 UTC del 6 febbraio. Rimase in orbita per altri due giorni, infine fu deorbita con un rientro distruttivo sull'Oceano Pacifico attorno alle 02:00 UTC dell'8 febbraio.